# Bassin Cuvelai-Etosha

Le Cuvelai, ou bassin Cuvelai-Etosha, également appelé Oshana system est un bassin versant endoréique partagé entre l'Angola et la Namibie, et s'étendant sur environ 450 kilomètres du nord au sud. Il couvre presque 160,000 km2, et son point le plus large s'étend le long de la frontière entre l'Angola et la Namibie, de l'est de la rivière Kunene à l'Okavango,.  

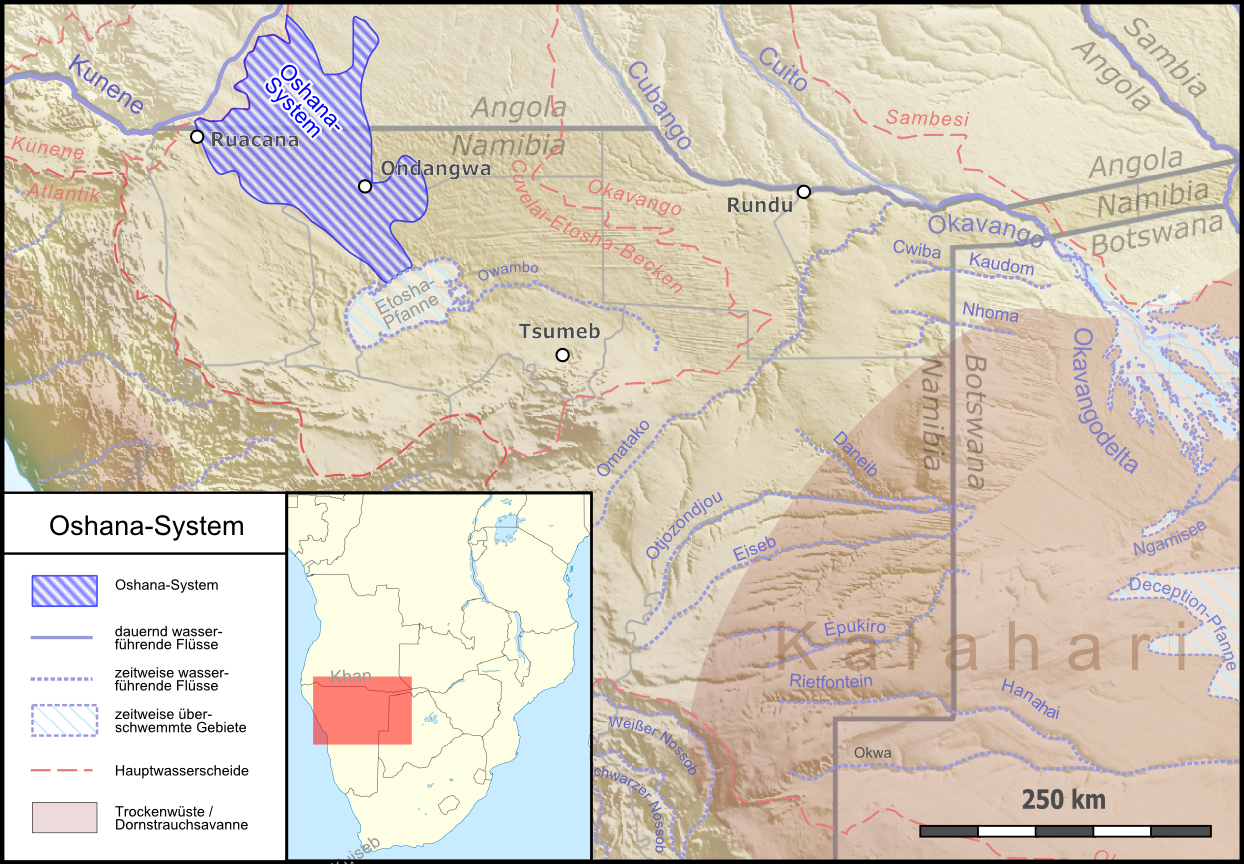
Localisation du bassin sous le nom de "Oshana system"
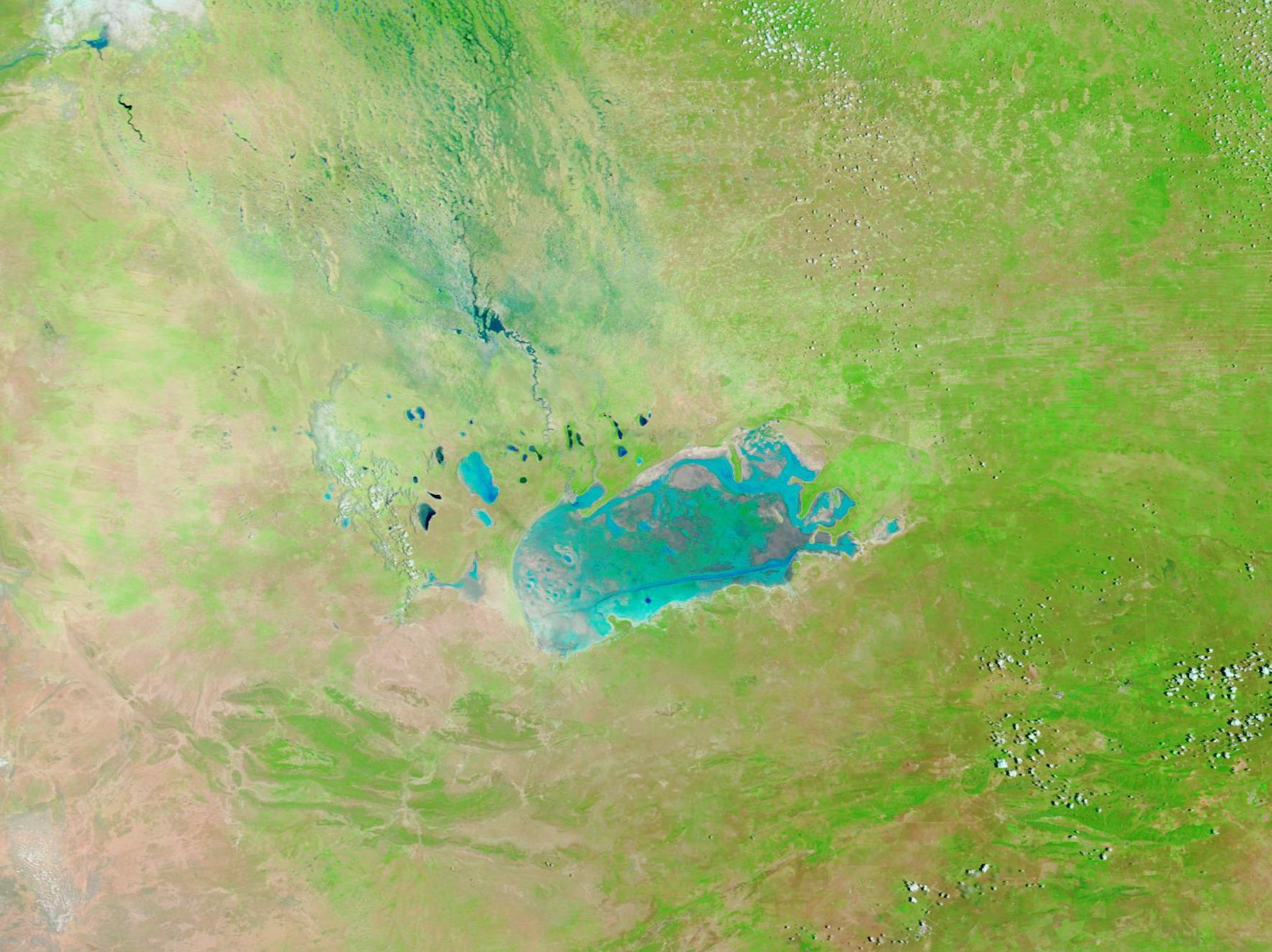
Image (MODIS) du bassin prise par le satellite Terra de la NASA.

Ce bassin consiste en une centaine de canaux, connus localement sous le nom d'iishana (pluriel: oshana, à l'origine du nom de la région namibienne d'Oshana), qui coulent du nord au sud depuis les hautes terres du sud de l'Angola vers le pan d'Etosha en Namibie. La plupart de ces canaux sont asséchés durant la plus grande partie de l'année, mais sont sujets à des inondations majeures et soudaines pendant la saison des pluies en raison du terrain extrêmement plat et de l'intensité des précipitations en cette saison. La plupart du bassin se trouve à une altitude comprise entre 1 100 et 1 200 mètres au-dessus du niveau de la mer, avec peu de dénivelé,,.

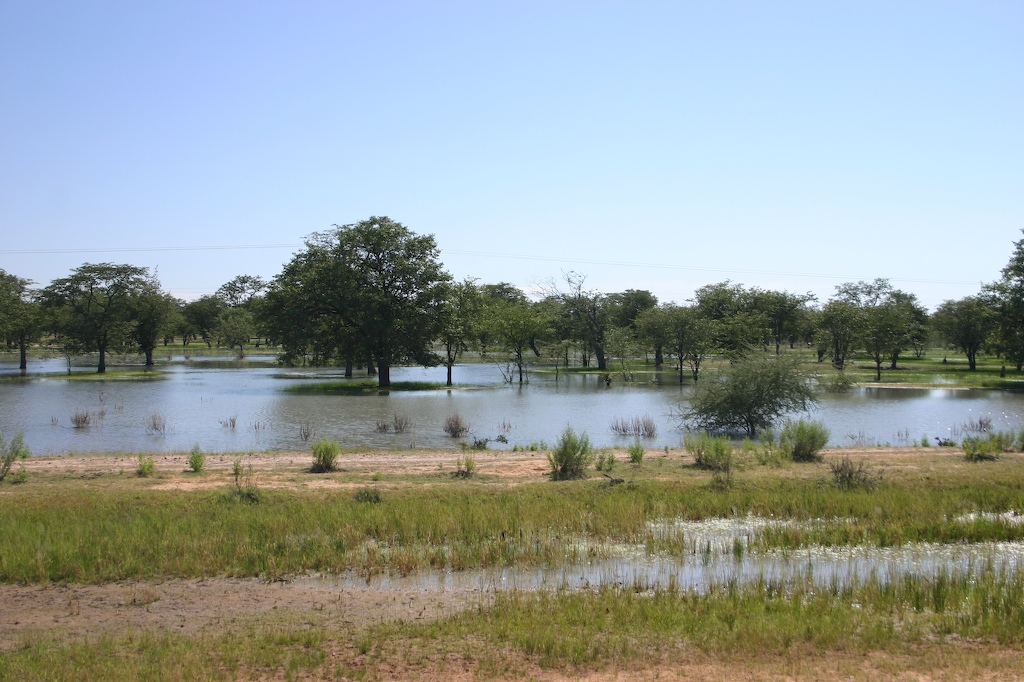
Paysage inondé lors de la saison des pluies
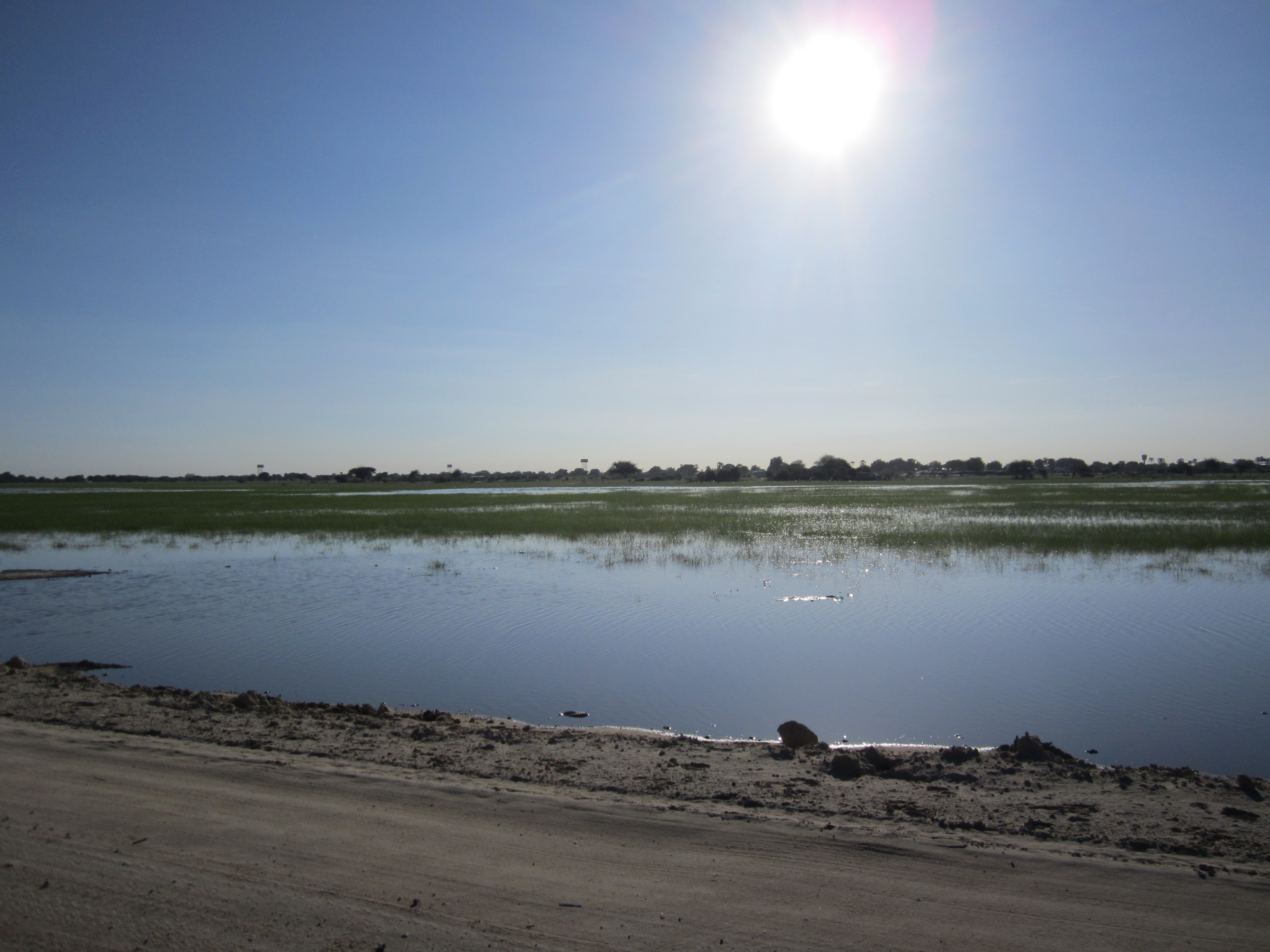
Une iishana à Oshakati
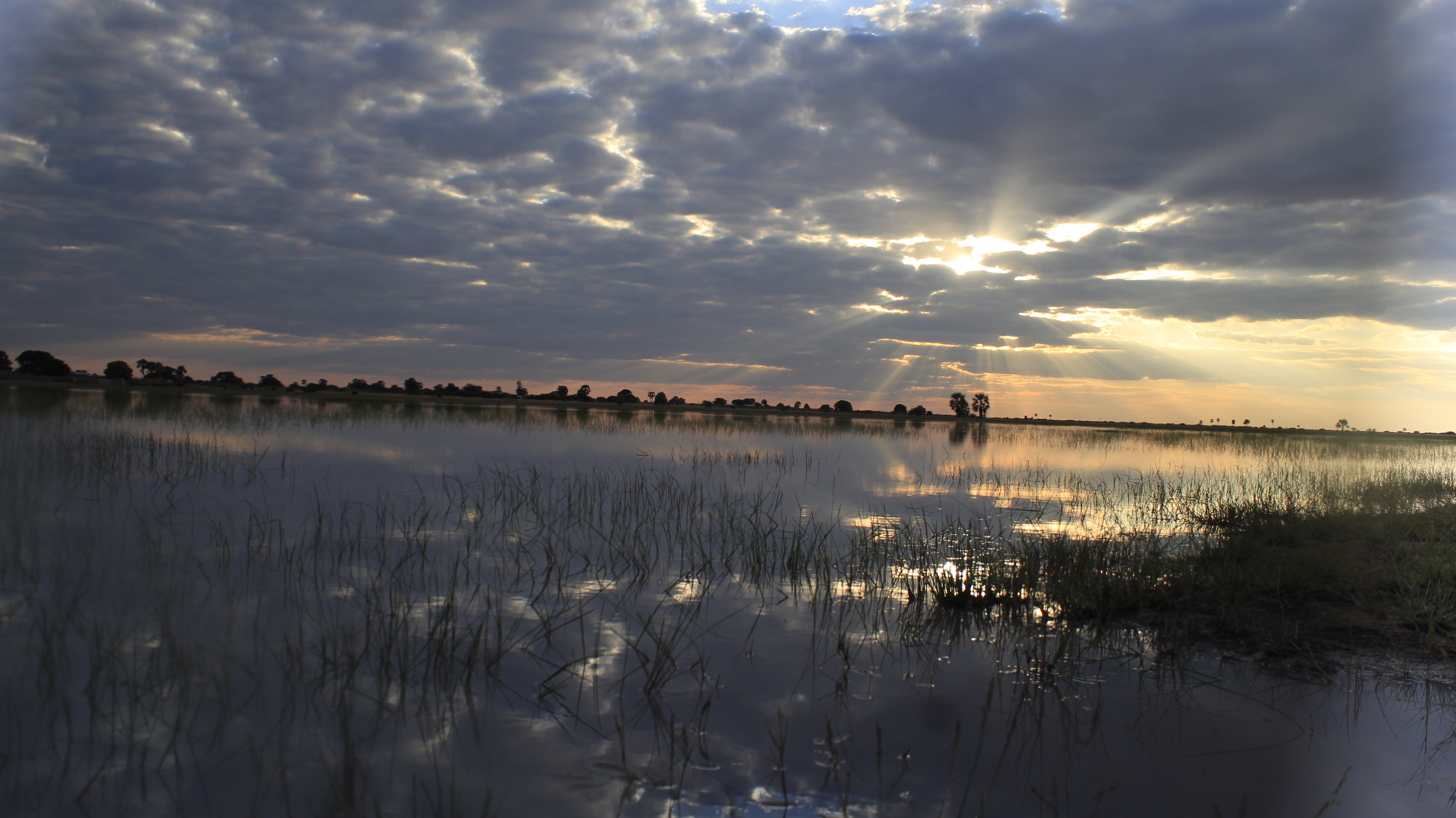
Oshanas en crue
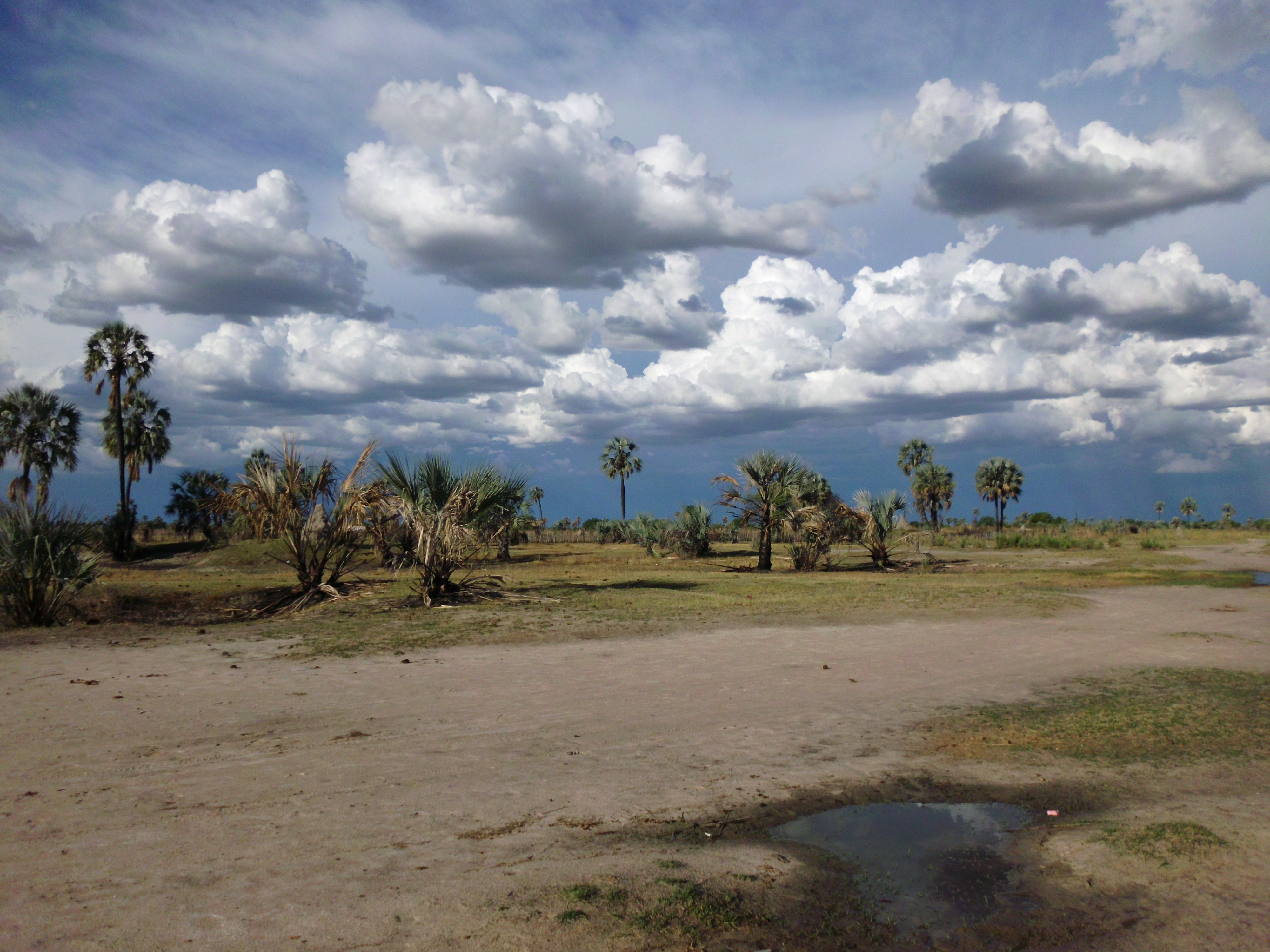
Paysage dans la région d'Omusati
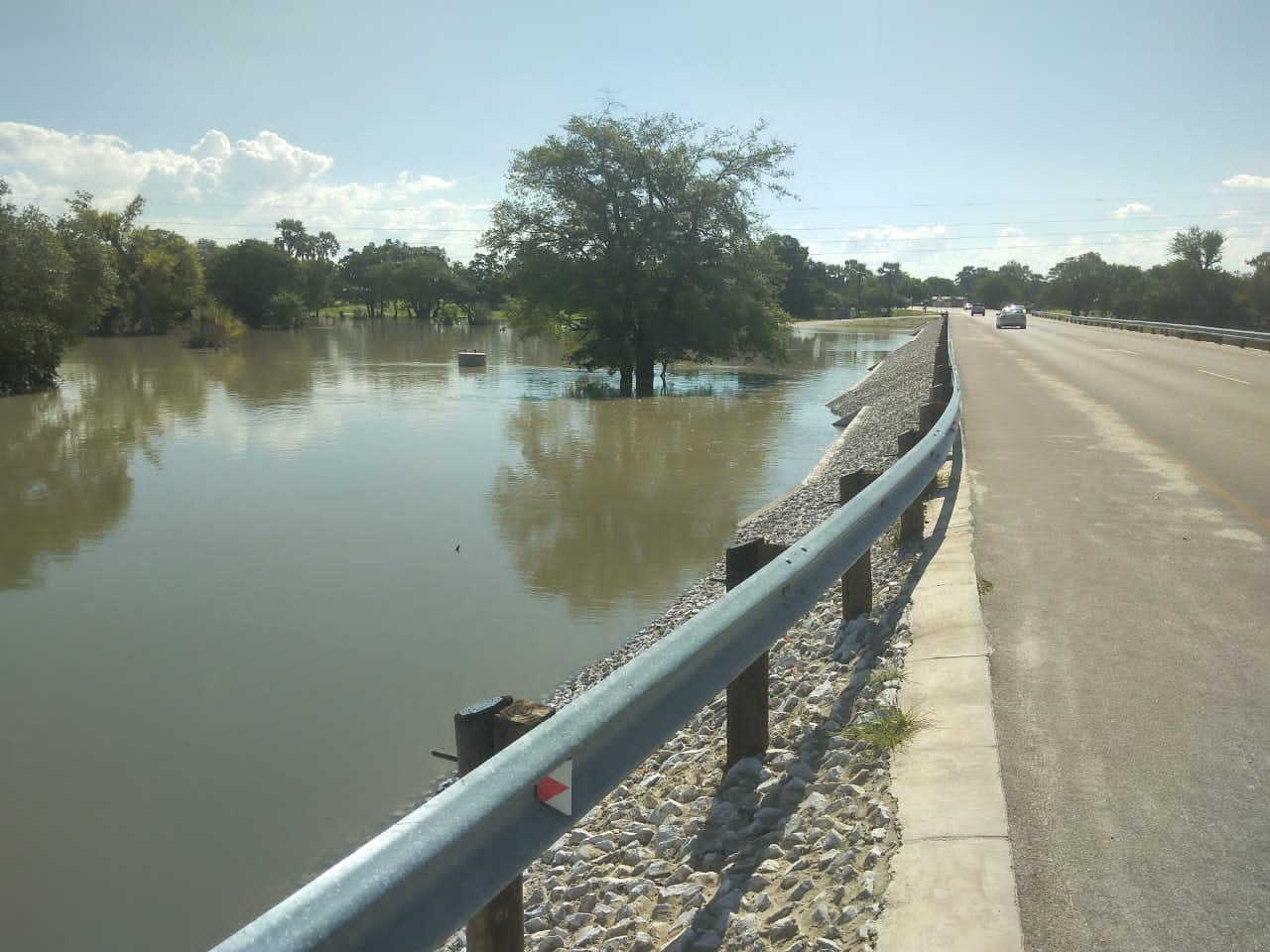
Inondations à Endola, région d'Ohangwena

Situé dans le centre-nord de la Namibie, ce bassin de drainage s'étend sur quatre régions administratives: Ohangwena, Omusati, Oshana et Oshikoto. Il se divise en plusieurs sous-bassins: Olushandja, Lishana, Nipele et Tsumeb.
Ce bassin était à l'origine arrosé par le Kunene, Etosha étant alors un lac alimenté par le fleuve. Les évolutions dans le cours du fleuve ont entraîné l'assèchement de cette région, et la formation de "pans" (celui d'Etosha étant le plus important). 

## Écologie

### Paysage
Le paysage correspond à l'écorégion de forêts claires à Mopane de l'Angola (Angolan mopane woodlands (en)). 
Lorsqu'elles sont sèches, les Oshanas forment des dépressions ouvertes, herbeuses, mais autrement dépourvues de végétation. Seuls les bords et les zones les plus hautes sont couverts de palmiers mopane et makalani (Hyphaene petersiana).   

### Faune
Le bassin constitue la zone humide la plus importante de Namibie pendant la saison des pluies. À cette période, 260 espèces d'oiseaux sont observées dans la région d'Oshana, dont 90 espèces spécifiques aux zones humides telles que les flamants roses, les pélicans et les Jabiru d'Afrique. Les canaux regorgent alors de poissons, généralement pêchés à mains nues ou au filet. Même après les pluies, les Oshanas restent longtemps remplis comme des lacs peu profonds, s'évaporant lentement car les couches de sol imperméables empêchent l'eau de s'infiltrer rapidement. 

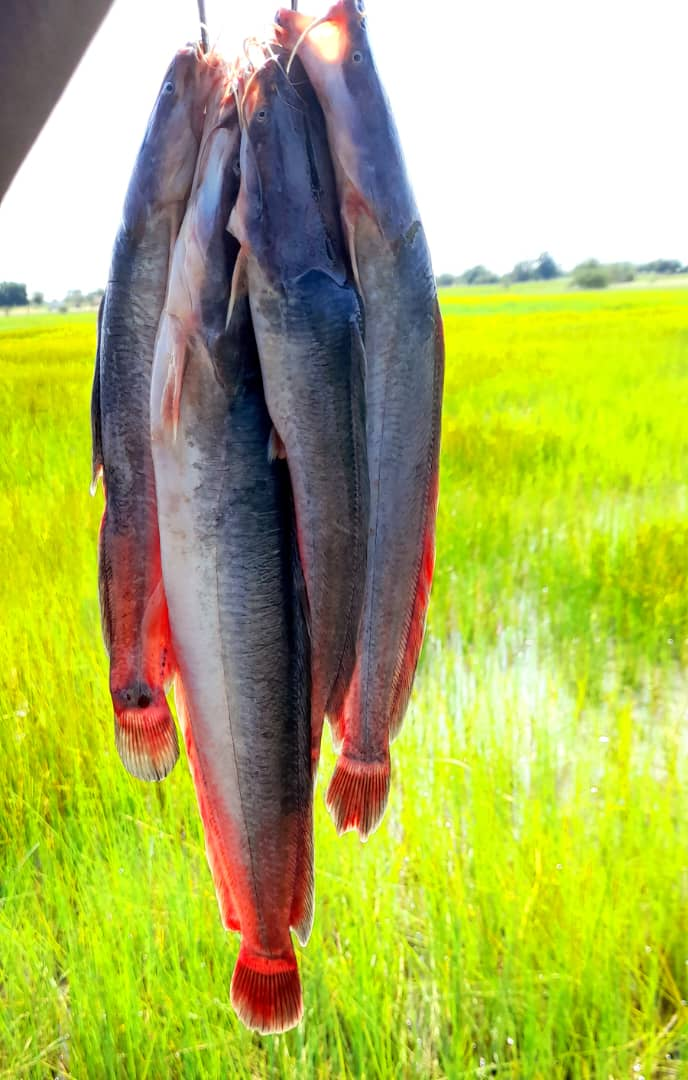
Poissons-chat pêchés dans une iishana.

Elles abritent de nombreux poissons et amphibiens, comme le Poisson-chat africain (appelé Ehepala en Oshivambo, il est abondamment pêché localement durant les efundja (c'est-à-dire les crues,), et certaines autres espèces de poissons-chats. Les poissons-chats sont nombreux durant la saison des pluies, et se nourrissent principalement de poissons de l'espèce Enteromius ablabes (en), également présente en nombre. Parmi les ambhibiens, on peut citer le crapaud guttural, Sclerophrys poweri ou encore Hyperolius nasutus.

## Occupation humaine
Le bassin constitue un important foyer de population dans une région aride et hostile, en raison de la présence d'eaux souterraines peu profondes et de sols relativement fertiles. Environ 1,2 million d'habitants vivent dans cette zone, ce qui équivaut à environ 70 % de la population namibienne, et 30 % de la population angolaise. 
En Namibie, le bassin couvre environ 5 % de la superficie du pays, et regroupe 40 % de la population du pays (850 000 personnes). Le bassin correspond à une région historiquement occupée par le peuple Ovambo, et constitue la région la plus densément peuplée de Namibie (50-100 habitants/km2). De ce fait, il est parfois appelé "bassin d’Owambo" par les géologues.
Les Oshanas et leurs crues estivales sont essentielles pour les Ovambos. Les sols sableux et le grès du Kalahari qui prédominent dans la région sont extrêmement pauvres en nutriments et offrent une faible capacité de rétention d’eau. Seules les eaux de crue reconstituent les réserves d'eau souterraine et assurent une croissance dense de l'herbe, utilisée pour le pâturage. De plus, les étangs et les ravins inondés pendant les mois d'été abritent de nombreux poissons, qui sont pêchés par les habitants et utilisés frais ou séchés comme nourriture. Cependant, les étangs et les marais constituent également des lieux de reproduction idéaux pour les moustiques, ce qui explique que la région est la seule en Namibie à être sujette au paludisme.